# Compañero de ruta
En algunos contextos políticos, el término «compañero de ruta» (del ruso попутчик, popútchik) o simpatizante se refiere a la persona que simpatiza con las creencias de una organización, pero sin llegar a pertenecer a esta. La frase debe ser entendida como describiendo a gente que «camina parte del camino junto a una organización», aunque sin asumir un compromiso ideológico consciente.
Desde la revolución rusa en lo que luego sería conocido como Partido Comunista de la Unión Soviética, el término ha sido usualmente utilizado para referirse a un simpatizante del comunismo o de Estados comunistas, pero sin de ninguna manera estar afiliado a él.

## Revolución rusa
Desde la revolución rusa de 1917, el término «compañero de ruta» (en ruso литературный попутчик, «popútchik literario»), usado en ese idioma en varios países de Europa Central, era a veces aplicado a escritores rusos que aceptaban los fines de la revolución pasivamente, es decir, sin ser participantes activos de ella. El vocablo se volvió famoso debido al libro de León Trotski Literatura y revolución, el capítulo 2 del cual se llama justamente «Los compañeros de ruta literarios de la revolución».

### Definición de Trotski
En el capítulo 2 de su mencionado libro, León Trotski dice al respecto: 

«Entre el arte burgués, el cual desperdicia repeticiones o silencios, y el aún innato nuevo arte [“marxista definitivo”], se está creando un arte de transición, que está más o menos orgánicamente conectado con la Revolución, pero que, al mismo tiempo no es [aún formalmente] el arte de la Revolución. Ellos no son los artistas de la Revolución proletaria, sino sus “compañeros de ruta”, en el sentido que los viejos socialistas le han dado a esa palabra. Con respecto a los compañeros de ruta, la pregunta que siempre surge es ¿qué tan lejos irá? Este interrogante no puede ser respondido de antemano, ni siquiera aproximadamente. La solución de aquél depende no tanto de las cualidades personales de tal o cual compañero de ruta, sino de la tendencia objetiva de las cosas durante la década siguiente»

## Período soviético posrevolucionario
Durante la era relativamente abierta de la Nueva Política Económica (NEP) de la Unión Soviética, algunos escritores pudieron escribir sobre lo que ellos querían. Durante los siguientes períodos represivos, particularmente luego del ascenso al poder total por parte de Iósif Stalin, y de la Gran Purga, muchos intelectuales vieron lógicamente que se estaba volviendo cada vez más difícil poder realizar su tarea. Los escritores, al igual que millones de activistas políticos, maestros, profesores, campesinos y gente común sospechosa, fueron arrestados y enviados a campos de trabajos forzados del Gulag en Siberia, en los cuales perecieron por lo menos varios miles. Algunos escritores lograron emigrar, cuando el régimen intuía que sus obras eran antisoviéticas, mientras que otros directamente dejaron de escribir, a veces como resultado de la creciente y por momentos asfixiante presión oficial.
Entre 1925 y 1932 el calificativo de popútchik literario fue empleado por los partícipes de la Asociación de Escritores Proletarios de Rusia (RAPP, РАПП: Российская ассоциация пролетарских писателей) para señalar a escritores que ellos consideraban «no proletarios» como, por ejemplo, Borís Pilniak, Mijaíl Prishvin, Isaak Bábel, Konstantín Paustovski, Leonid Leónov, Borís Pasternak. Así mismo utilizaron el concepto en enfrentamientos con otras asociaciones de escritores como LEF. En 1932, en la URSS fueron prohibidas todas las asociaciones de escritores siendo reemplazadas, en 1934, por una única Unión de Escritores Soviéticos. En 1937, algunos de los antiguos ideólogos y dirigentes de la RAPP, como Leopold Averbaj y Vladímir Kirshón, fueron encarcelados -bajo acusación de formar un «grupo trotskista en la literatura»- y luego ejecutados en el transcurso de la Gran Purga.

## Simpatizanteso «compañeros de ruta» occidentales
En Europa el término era usado para describir a aquellos que, sin ser miembros de los partidos comunistas locales de sus respectivos países, tenían simpatía por el comunismo. Podrían haber asistido a reuniones del Partido Comunista, escrito en periódicos comunistas y luchado, desde el bando republicano, contra el inminente régimen franquista español, durante la década de 1930, contra el gobierno derechista griego durante los años '40, y en apoyo de las guerrillas izquierdistas o marxistas latinoamericanas, en particular luego del triunfo de la Revolución cubana en 1959 y, sobre todo, hasta bien entrados los años 1970.
Muchos intelectuales y periodistas, ante todo franceses y estadounidenses, de las décadas de 1930 y 1940 eran descritos como "compañeros de ruta" o simpatizantes, incluyendo entre ellos a figuras de la talla del filósofo existencialista Jean-Paul Sartre y del escritor Ernest Hemingway.

## Dictadura militar griega
El denominado régimen de los coroneles (o junta militar) que gobernó Grecia entre 1967 y 1974 utilizaba el término synodiporia (que literalmente significa «los que caminan juntos por la calle») como una forma eufemística de referirse a los simpatizantes izquierdistas en particular, y en general, relacionado con la oposición (genuinamente) democrática a su régimen. Asimismo, el vocablo Diethnis synodiporia era empleado oficialmente para referirse a los simpatizantes extranjeros de aquellos militantes izquierdistas.

## Estados Unidos
En los Estados Unidos (EE. UU.) el término ha sido históricamente usado para describir a quienes, aunque nunca fueron miembros del pequeño pero activo partido comunista local, podían tener opiniones que simpatizaban con los que sí eran comunistas.
Dados los problemas sociales y económicos en los EE.UU y en gran parte del mundo durante los décadas de 1920 y 1930, mucha gente -entre ellos artistas y escritores- empezaron a simpatizar con la causa comunista, ya que tenían la esperanza de que podría conducir al desarrollo de mejores sociedades en el futuro. Así que, al igual que en Europa, durante esas dos décadas, numerosos intelectuales "progresistas" estadounidenses se unieron a las filas del Partido Comunista de su país, pasando a ser sus jóvenes activistas o militantes. Incluso algunos negros estadounidenses se unieron al Partido Comunista, puesto que éste parecía preocuparse por la justicia social y por la lucha sectorial de aquellos a favor del reconocimiento de sus derechos civiles.
En parte, esto también reflejaba la búsqueda de respuestas a los problemas sociales por parte de la gente, durante los drásticos desbarajustes económicos de los años de la Gran Depresión, cuando las iniquidades de la sociedad capitalista estadounidense parecían «abrumadoras».
A partir de la década de 1940, la membresía al Partido Comunista estadounidense estaba en franca declinación, debido en parte a la amplia difusión que estaban teniendo en occidente las grandes purgas y las parodias de juicios que había estado llevando a cabo el cada vez más tiránico régimen de Iósif Stalin durante fines del decenio de 1930. De esa manera, varios miles de estadounidenses, hasta entonces adherentes a la causa comunista sin autocuestionamientos, se comenzaron a replantear sus compromisos de filiación política. Por ello, a medida que se difundía más información negativa proveniente del comunismo en la Unión Soviética, como la brindada por el famoso discurso "secreto" de Nikita Jrushchov (del 25 de febrero de 1956) condenando las aberraciones del estalinismo, más gente tendía a abandonar el pequeño partido izquierdista norteamericano.
Debido a las controversias políticas alrededor del tema, como resultado de las audiencias del ferozmente anticomunista Joseph McCarthy a principios de los años 1950, el término ha ido adquiriendo una connotación cada vez más peyorativa o despectiva, aunque nunca, claro está, alcanzó la de su mucho más crudo sinónimo usual, tonto útil.
La gente sospechosa de simpatizar (o de haber simpatizado) con el comunismo pasaba a formar parte de una lista negra aunque su afiliación activa y efectiva hubiese tenido lugar algunas décadas atrás.
Las invasiones soviéticas de Hungría en 1956 y de Checoslovaquia en 1968 tuvieron un efecto similar. El descubrimiento del financiamiento soviético del pequeño partido comunista estadounidense, que demostró la bastante dudosa independencia de este, causó aún más desilusión.

### J. Edgar Hoover
John Edgar Hoover, el histórico director del FBI durante nada menos que 48 años (entre 1924 y su muerte, acaecida en 1972), creía que el Partido Comunista estadounidense seguía constituyendo una seria amenaza, incluso después de su máximo período de influencia. Algunos críticos[¿quién?] creen que Hoover abusó de su cargo, debido a sus continuas e intrusivas búsquedas de comunistas en los lugares en que creía que éstos debían hallarse o esconderse.
En su libro de 1958, Hoover definió a los «compañeros de ruta» o simpatizantes del partido comunista como uno de los cinco tipos de subversivos peligrosos. Pensaba que representaban una seria amenaza (escalonada en varios niveles), ya que podrían, consciente o inconscientemente, contribuir al derrocamiento del gobierno federal estadounidense. Los cinco tipos en cuestión eran:
1. El comunista que lleva su cédula de membresía del Partido, quien abiertamente admite su filiación ideológica.
2. El comunista «subterráneo», el cual oculta su membresía.
3. El simpatizante comunista, un potencial comunista «hecho y derecho» debido a sus posiciones (cada vez más) comunistas.
4. El «compañero de ruta», alguien que no es un comunista (ni siquiera potencial), pero que sin embargo puede apoyar algunas posturas comunistas.
5. Los tontos, personas que no son comunistas potenciales, pero que podían coincidir con las de los comunistas estadounidenses. Hoover brindaba como ejemplo de estos últimos a un prominente líder religioso que se oponía al incremento de los gastos militares de la guerra, o a un prominente jurista que se oponía a la persecución de los «rojos», sobre la base de su defensa de los derechos civiles individuales.

Mientras que el comunista propiamente dicho era conocido como «rojo» (red) en los Estados Unidos, Hoover denominaba al resto (es decir, a los comunistas «subterráneos», los simpatizantes y los tontos como «rosas» o «rosados», siendo su singular pink o pinko en inglés, habiendo sido esta última denominación creada por la tradicional revista Time en 1926).